# São Pedro e Santiago
São Pedro e Santiago ist ein Ort und eine ehemalige Gemeinde (Freguesia) im portugiesischen Kreis Torres Vedras. Die Gemeinde hatte 18.006 Einwohner (Stand 30. Juni 2011).
Sie bildete mit Santa Maria do Castelo e São Miguel zusammen das wesentliche Stadtgebiet von Torres Vedras.
Mit der Gebietsreform vom 29. September 2013 wurden die Gemeinden Torres Vedras (São Pedro e Santiago), Torres Vedras (Santa Maria do Castelo e São Miguel) und Matacães zur neuen Gemeinde União das Freguesias de Torres Vedras (São Pedro e Santiago e Santa Maria do Castelo e São Miguel) e Matacães zusammengeschlossen. Torres Vedras (São Pedro e Santiago) ist Sitz dieser neu gebildeten Gemeinde.